# Hohensaaten

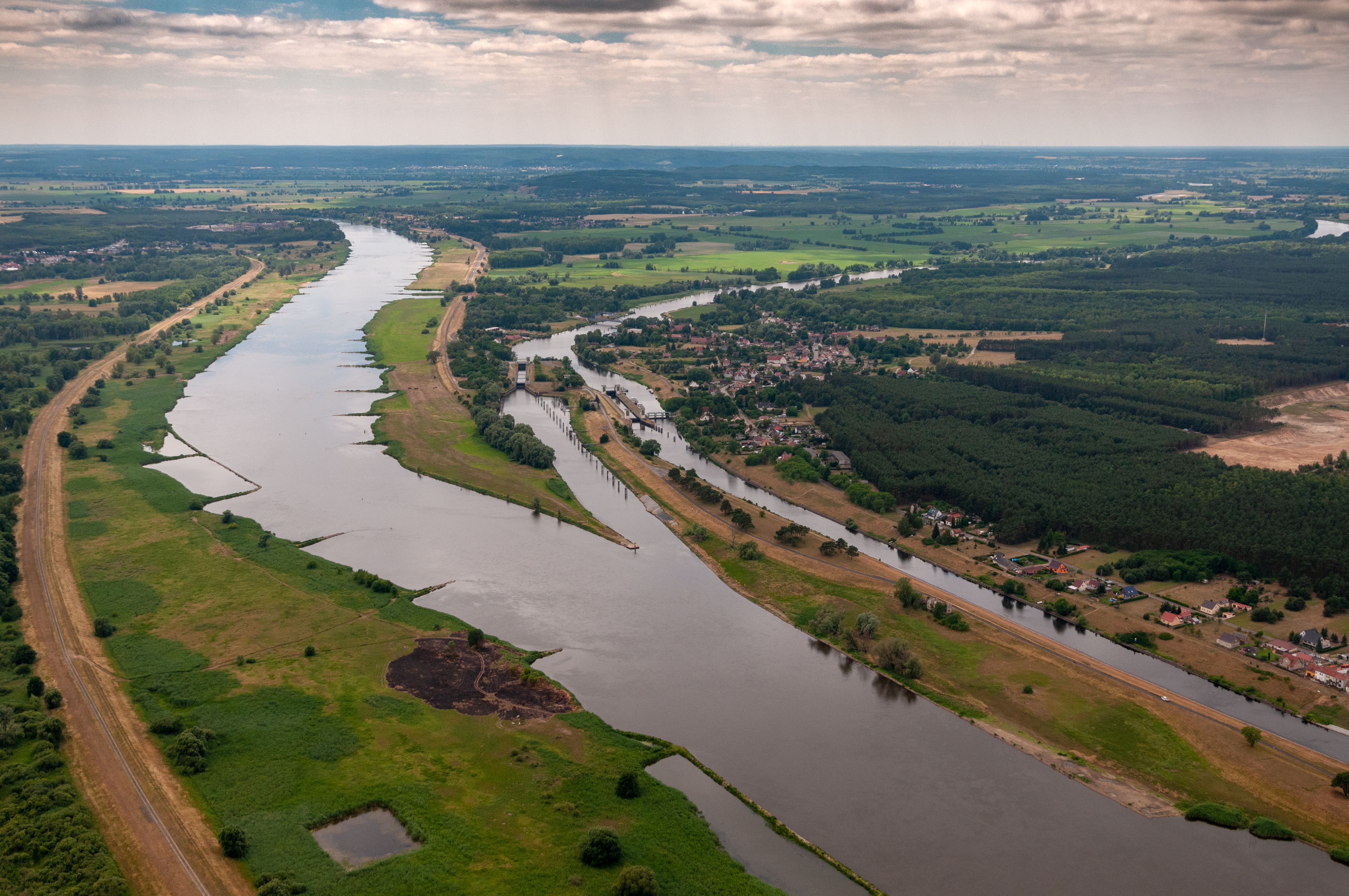
Oder (links), Schleusenanlagen und Hohensaaten (rechts)

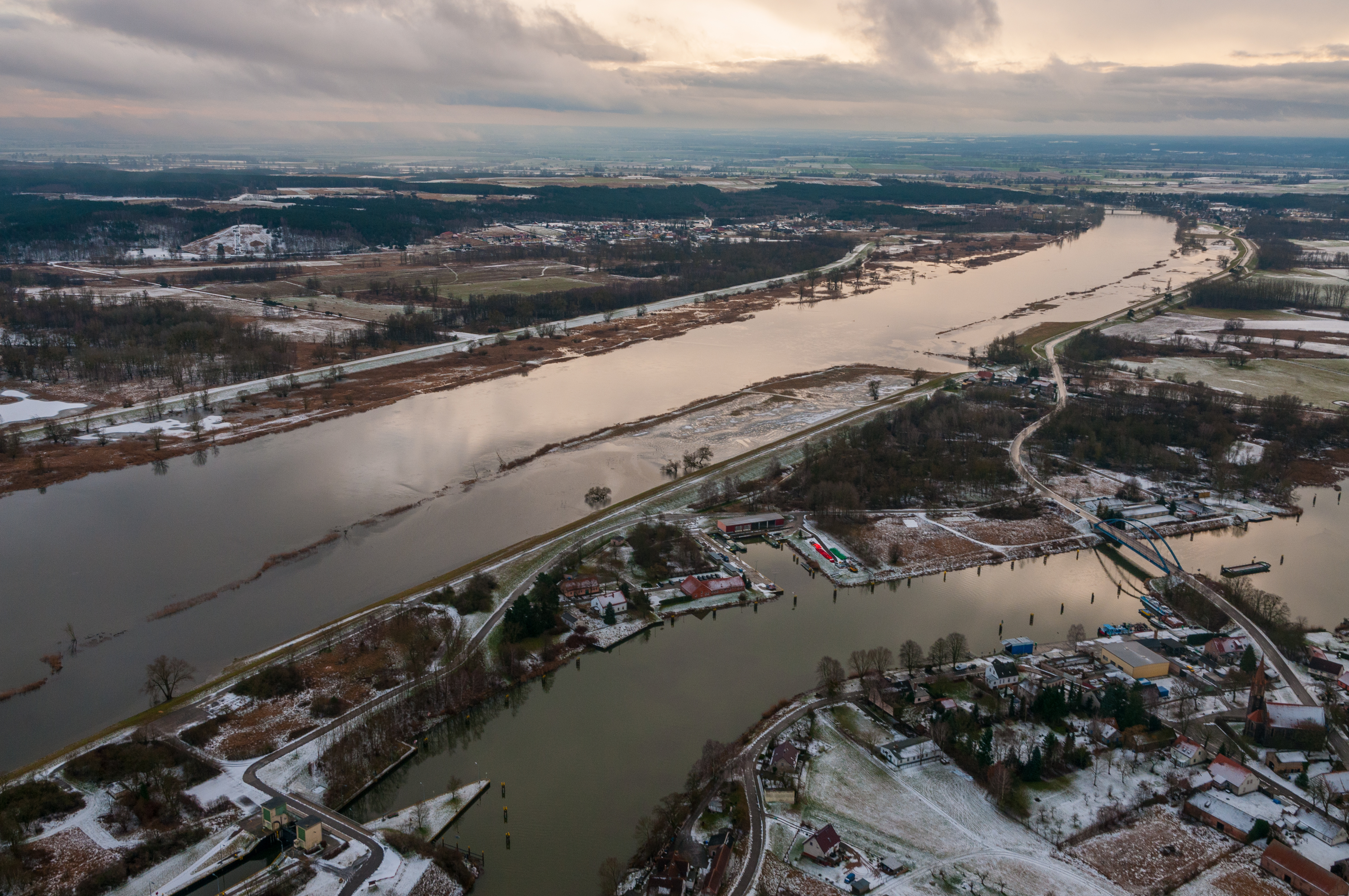
Hohensaaten, die Oder und Schleusen des Oder-Havel-Kanals, Blick in Richtung Süden, 2018

Hohensaaten ist ein Stadtteil von Bad Freienwalde (Oder) im Landkreis Märkisch-Oderland in Brandenburg. Die zuvor selbstständige Gemeinde Hohensaaten gehörte bis zu ihrer Eingemeindung zum Landkreis Barnim.

## Geografie
Der Ort liegt nordöstlich von Berlin direkt an der polnischen Grenze am Rande des Nationalparkes Unteres Odertal. Direkt an der Ortslage ist die Verknüpfung der Havel-Oder-Wasserstraße mit der Oder (siehe unten „Gewässer und Schifffahrt“). Westlich des Ortes gehören auf der 20 m höher liegenden Hochfläche große Teile der Lünower Bauernheide zur Gemarkung. Nächstgelegene Bahnstrecken waren westlich die Bahnstrecke Angermünde–Bad Freienwalde und südlich die Bahnstrecke Freienwalde–Zehden.

## Geschichte
Hohensaaten wurde 1258 erstmals urkundlich erwähnt. Die Gemeinde gehörte zuletzt zum Landkreis Barnim. Bis Oktober 1908 war die Schreibweise des Ortes „Hohensathen“.
Von 1993 bis zu dessen Auflösung 2008 gehörte Hohensaaten zum Amt Oderberg.
Nach einem Jahr hartnäckigen Kampfes von Gemeinderat und Bürgern, zum Teil gegen den Widerstand des Landkreises Barnim, wurde am 14. November 2008 der Eingemeindungsvertrag mit der Stadt Bad Freienwalde (Oder) unterzeichnet. Seit dem 1. Januar 2009 ist die bisherige Gemeinde Hohensaaten dort ein Stadtteil und wechselte somit in den Landkreis Märkisch-Oderland.

## Bevölkerungsentwicklung
| Jahr | Einwohner |
| ---- | --------- |
| 1875 | 1.056     |
| 1890 | 1.019     |
| 1910 | 1.322     |
| 1925 | 1.217     |
| 1933 | 1.010     |
| 1939 | 1.492     |
| 1946 | 1.186     |
| 1950 | 1.226     |

| Jahr | Einwohner |
| ---- | --------- |
| 1964 | 1.200     |
| 1971 | 1.204     |
| 1981 | 1.009     |
| 1985 | 0.991     |
| 1989 | 0.922     |
| 1990 | 0.937     |
| 1991 | 0.918     |
| 1992 | 0.896     |

| Jahr | Einwohner |
| ---- | --------- |
| 1993 | 885       |
| 1994 | 874       |
| 1995 | 857       |
| 1996 | 848       |
| 1997 | 889       |
| 1998 | 884       |
| 1999 | 867       |
| 2000 | 859       |

| Jahr | Einwohner |
| ---- | --------- |
| 2001 | 837       |
| 2002 | 814       |
| 2003 | 797       |
| 2004 | 798       |
| 2005 | 795       |
| 2006 | 784       |
| 2007 | 768       |
| 2008 | 756       |

Gebietsstand des jeweiligen Jahres

## Politik
Bei der Bürgermeisterwahl am 26. Oktober 2003 erreichte Holger Lehmann (Wählergemeinschaft) im ersten Wahlgang 352 Stimmen (71,40 %) und wurde somit zum ehrenamtlichen Bürgermeister gewählt. Nach Lehmanns Rücktritt im Herbst 2007 wurde der einzige Bewerber Bernd Pliquett am 2. Dezember 2007 zum neuen Bürgermeister gewählt. 
Seit 2009 ist Hohensaaten ein Ortsteil von Bad Freienwalde, aktueller Ortsvorsteher ist André Scheller.

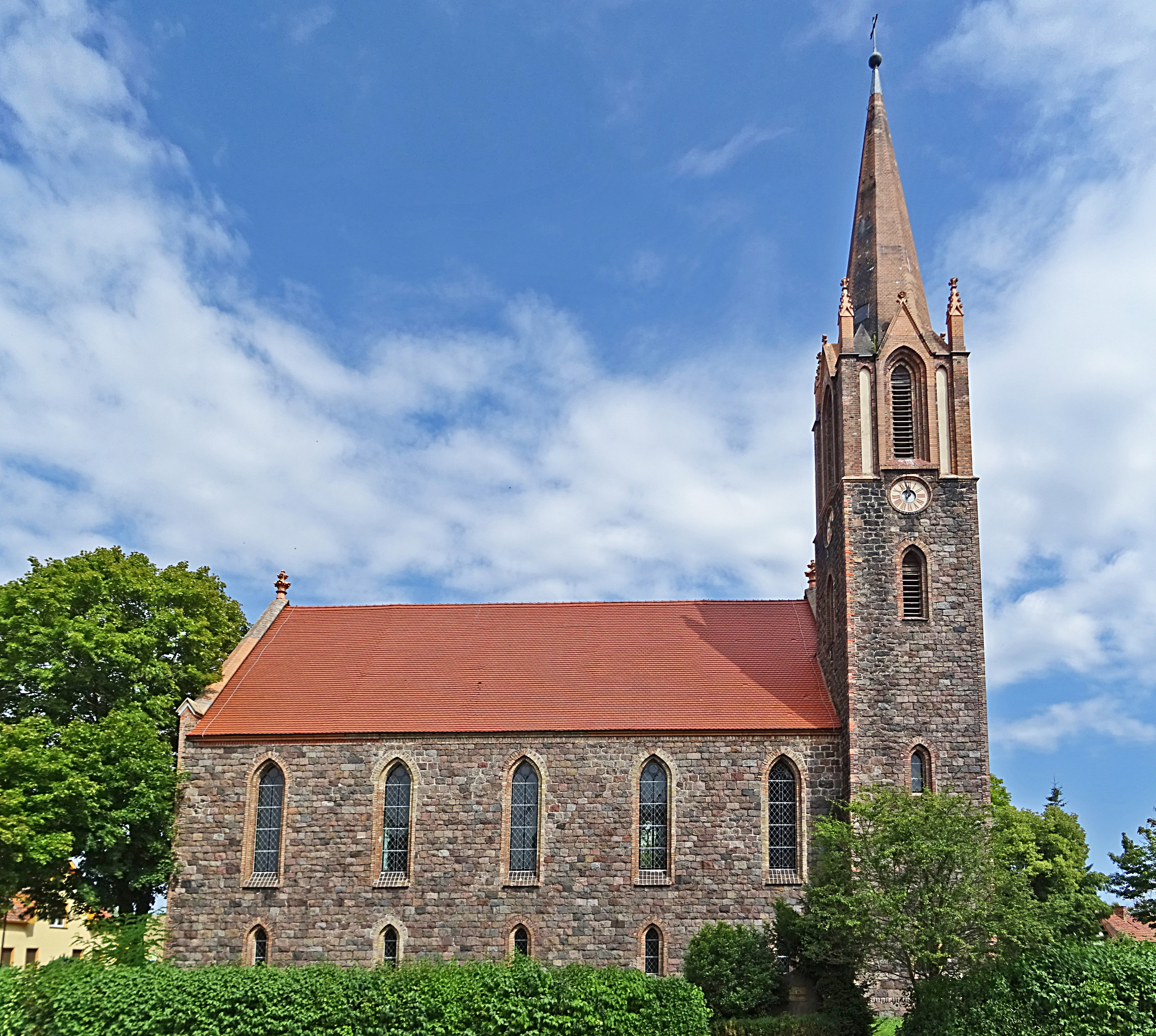
Dorfkirche Hohensaaten

## Sehenswürdigkeiten
Die im Ortszentrum gelegene evangelische Kirche wurde von 1858 bis 1860 nach Plänen des königlichen Baumeisters Friedrich August Stüler im neugotischen Stil errichtet und von 1993 bis 2001 restauriert.

## Soziale Einrichtungen
- AWO-Seniorenzentrum Waldblick

## Staatliche Einrichtungen
- Außenstelle des Wasser- und Schifffahrtsamtes Eberswalde
- Dienststellen der Bundespolizei und der Wasserschutzpolizei

## Gewässer und Schifffahrt
Bei Hohensaaten sind zwei Teilabschnitte der Havel-Oder-Wasserstraße, die Oderhaltung, ein Abschnitt der Alten Oder, die den Oder-Havel-Kanal nach Osten fortsetzt, und die Hohensaaten-Friedrichsthaler Wasserstraße, durch Schleusenanlagen untereinander und mit der Oder verknüpft. Die Havel-Oder-Wasserstraße nimmt gleichzeitig alles Wasser aus dem Oderbruch auf. In Hohensaaten gibt es zwei Schleusen:

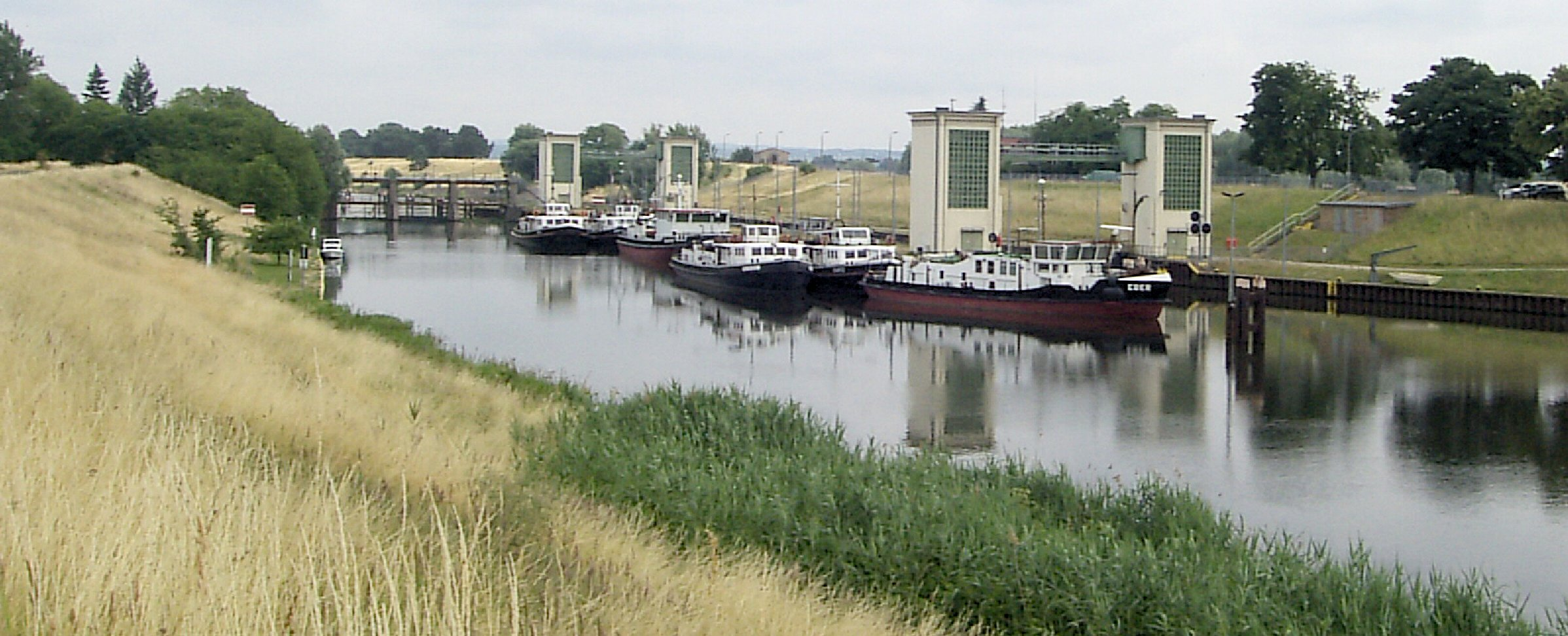
Westschleuse Hohensaaten

- Die Westschleuse vermittelt die Verbindung zur am Westrand des Odertales geführten Hohensaaten-Friedrichsthaler Wasserstraße, in die ein paralleles Wehr auch das Wasser aus dem Oderbruch weiterleitet.
- Die Ostschleuse vermittelt die Verbindung zum am Ostrand des Odertales geführten Hauptstrom der Oder, dessen Wasserspiegel hier deutlich höher liegt.

Wasserstände der drei Gewässer an den Schleusen (10-Jahres-Mittel):
- Oderhaltung: 120 cm über NN.
- Hohensaaten-Friedrichsthaler Wasserstraße 38 cm über NN.
- Oder-Hauptstrom: 324 cm über NN.

## Persönlichkeiten
- Paul Schmidt (1888–1970), baptistischer Theologe, Reichstagsabgeordneter des Christlich-Sozialen Volksdienstes und Direktor des Bundes Evangelisch-Freikirchlicher Gemeinden, in Kalkofen bei Hohensaaten geboren